# Sekretariát OSN

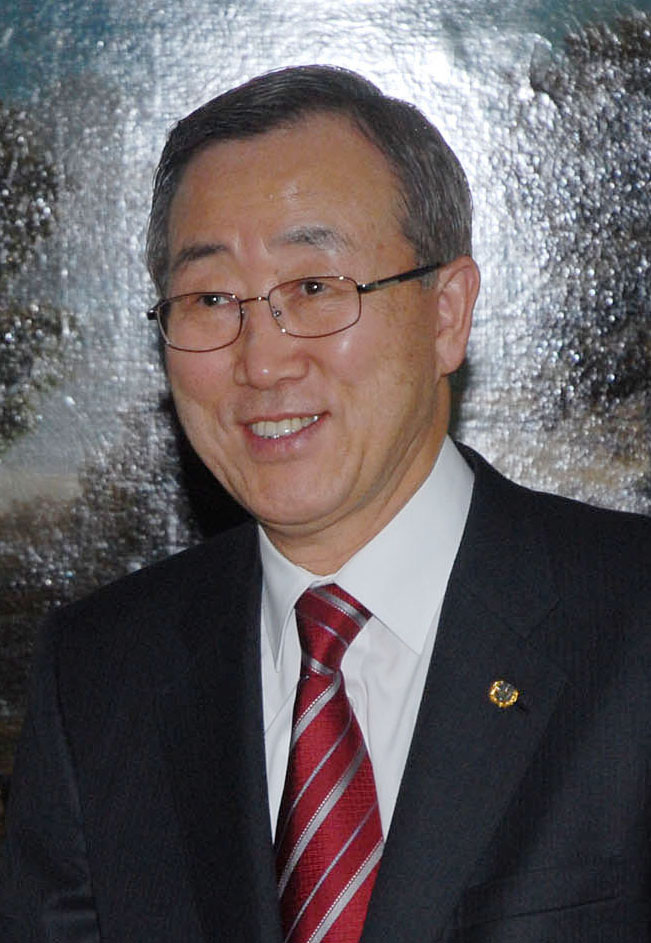
Pan Ki-mun, bývalý šéf sekretariátu

Sekretariát OSN je mezinárodní úřednický tým (anglicky United Nations Secretariat) vytvořený ke správě ostatních orgánů OSN. Tvoří jej 7500 zaměstnanců, kteří mají kanceláře v desítkách států světa.

## Poslání a úkoly
Tým několika tisícovek úředníků OSN poskytuje servis všem vytvořeným orgánům této organizace po celé Zemi. V čele sekretariátu stojí generální tajemník OSN, kterého jmenuje Valné shromáždění na základě doporučení Rady bezpečnosti. Úředníci řídí jednotlivé operace, vypracovávají zprávy i potřebné podkladové materiály, organizují mezinárodní konference včetně zajištění překladů do oficiálních jazyků OSN. Činnost úředníků je rozmanitá.
Na základě smluv včetně Charty OSN nepodléhají ve své činnosti jednotlivým vládám, ale pouze OSN.
V roce 2003 bylo v sekretariátu zaměstnáno zhruba 7500 úředníků ze 170 zemí světa.

### Sídla týmu

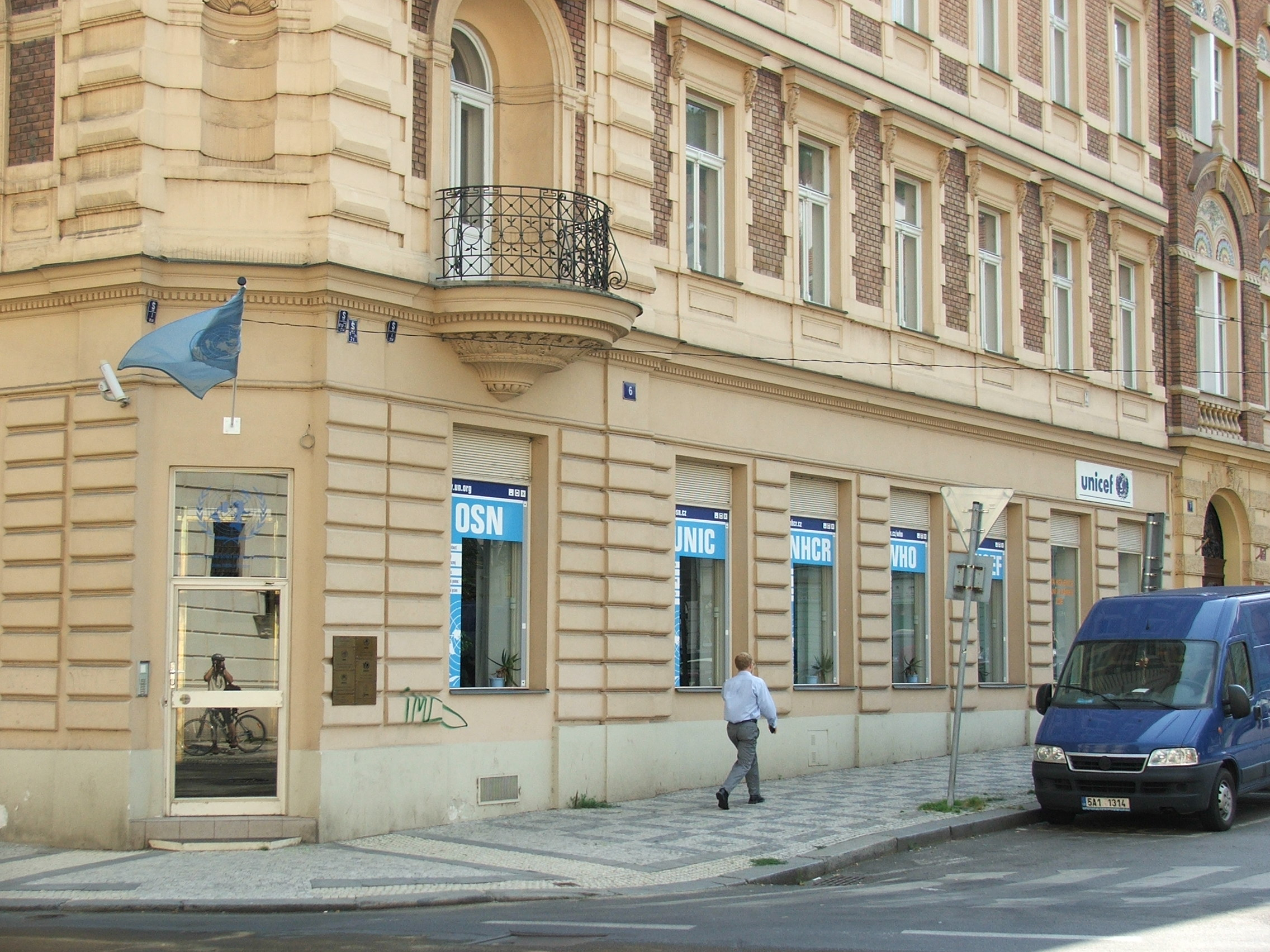
Kanceláře OSN v Praze 5, Náměstí Kinských 6

Hlavní budovou, centrem celé světové organizace je New York. Další důležité úřady jsou (abecedně) v Addis Abebě, Bangkoku, Bejrútu, Nairobi, Santiagu, Vídni a Ženevě.

## Představitelé Sekretariátu OSN
V současné době je na postu generálního tajemníka OSN (šéf sekretariátu) Antonio Guterres, který v roce 2017 vystřídal na tomto postu jihokorejského diplomata Pan Ki-muna.